# San Lorenzo (Italie)
Pour les articles homonymes, voir San Lorenzo.
San Lorenzo est une commune italienne de la province de Reggio de Calabre, dans la région Calabre.

## Administration
| Période                                  | Période | Identité | Étiquette | Qualité |
| ---------------------------------------- | ------- | -------- | --------- | ------- |
|                                          |         |          |           |         |
| Les données manquantes sont à compléter. |         |          |           |         |

### Hameaux
San Pantaleone, SantaMaria, San Fantino, Lanzina, Marina di San Lorenzo.

### Communes limitrophes
Bagaladi, Condofuri, Melito di Porto Salvo, Montebello Ionico, Roccaforte del Greco.